# Statocita

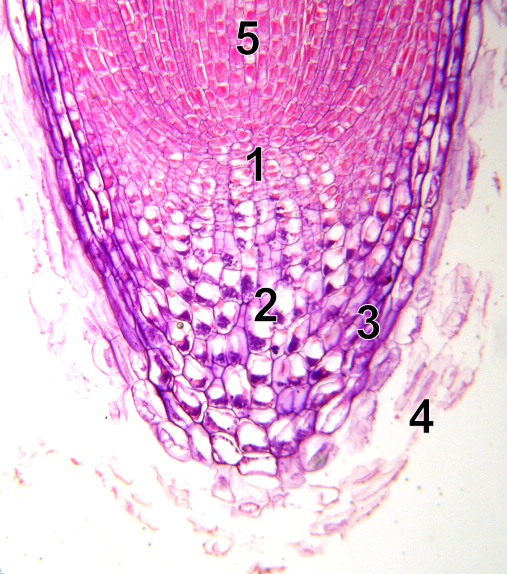
Apice della radice: 1.meristema 2.columella (statociti con statoliti in fondo a ciascuna cellula) 3.parte laterale della cuffia 4.cellule morte 5.zona di allungamento

statocita: 1.parete cellulare 2.reticolo endoplasmatico 3.plasmodesma 4.nucleo 5.mitochondri 6.citoplasma 7.statolito 8.radice 9.cuffia 10.statocita

Gli statociti sono cellule vegetali specializzate sensibili alla gravità. Sono responsabili del geotropismo o gravitropismo della pianta grazie alla presenza all'interno dello statocita di amiloplasti specializzati, gli statoliti. Gli statoliti formano granuli di amido che si depositano nel punto più basso della cellula. Questa sedimentazione permette alla cellula e alla pianta di percepire la gravità e di allinearsi col suo vettore. Gli statociti si trovano nell'apice della radice, nella cuffia o caliptra e inducono la radice a crescere nella stessa direzione della gravità. Nell'endoderma del germoglio  gli statociti inducono una crescita nel senso opposto alla gravità. Si tratta rispettivamente di gravitropismo positivo e negativo.

## Meccanismo
Nell'apice della radice, sotto il meristema nella caliptra della radice, è possibile vedere col microscopio ottico che tutti gli statociti contengono nella parte inferiore della propria cellula degli statoliti. Il contatto tra lo statolito e la membrana cellulare provoca la distribuzione di auxina nella radice. A seconda della loro posizione, l’ormone auxina induce le cellule a crescere più velocemente e ad allungarsi a un lato o a crescere meno velocemente dall'altro lato della radice. La radice risponde a un'alterazione rispetto al vettore di gravità facendo una piega verso terra.
Gli esatti meccanismi molecolari con cui l'accumulo di statoliti nella parte inferiore della cellula regola la distribuzione dell'auxina, non sono ancora del tutto chiari, ma una distribuzione uniforme di statoliti e auxina fa crescere la radice verso il basso. Questa è una forma di geotropismo positivo in cui la radice cresce nel senso della gravità. Se la radice giace orizzontalmente, gli statociti con al loro interno gli statoliti, inducono il cambiamento nella distribuzione dell'auxina. In questo modo la radice può lo stesso piegarsi e crescere verso il basso.
Gli steli dei fiori contengono anche statociti che determinano un accrescimento contro la gravità. Questo è geotropismo negativo.